# Turbinicarpus
Turbinicarpus es un género de cactus pequeños a medianos nativos de las tierras áridas del centro de México. 

## Distribución y hábitat
Se encuentran en  el nordeste de las regiones de México, en particular los estados de San Luis Potosí, Guanajuato, Nuevo León, Querétaro, Hidalgo, Coahuila, Tamaulipas y Zacatecas.
Por deterioro del hábitat, o depredación, este género se encuentra en grave peligro de extinción de acuerdo al Apéndice 1 de CITES en el cual aparecen más de 20 especies de Turbinicarpus en esta condición crítica.

## Descripción
Estas plantas suculentas crecen principalmente en suelos de piedra caliza (nunca sobre suelo volcánico), a altitudes de entre 300 y 3300 m s. n. m. Suelen limitarse a hábitats específicos, generalmente hostiles para la mayoría de las plantas, principalmente en zonas rocosas muy drenadas, compuestas de piedra caliza, arenisca, esquisto (neutro o alcalino), o en  yeso, a veces tan puro que es casi blanco.  En particular, en sentido estricto Turbinicarpus está adaptada a nichos extremos: más del 80% de las especies crecen en grietas de rocas o entre las piedras debajo de ellas, donde el polvo acumulado es suficiente para permitir el desarrollo de la raíz. Parece casi imposible que plantas tan pequeñas puedan sobrevivir en un entorno de este tipo, sin embargo en las especies que habitan en las zonas secas y expuestas, la raíz es muy gruesa, convirtiéndose en una raíz primaria y actuando como un ancla pero, lo más importante, es un almacén de agua para los períodos secos. Son capaces de retraerse para quedar casi ocultas en la tierra de modo que estén menos expuestas al sol y las espinas con frecuencia se transforman en una estructura semejante al papel para absorber la mayor cantidad de agua. Además, el color de la epidermis y el entrelazado de espinas las mimetizan con el suelo, lo que garantiza una cierta protección frente a posibles herbívoros.

## Taxonomía
El género fue descrito por (Backeb.) Buxb. & Backeb. y publicado en Jahrbuch der Deutschen Kakteen-Gesellschaft 1937(1): 27. 1937. La especie tipo es: Turbinicarpus schmiedickeanus
Etimología
Turbinicarpus: nombre genérico que deriva del latín "turbo" = "vértebras" y del griego "καρπός" (karpos) = "fruta", donde se refiere a la forma de la fruta.

## Especies

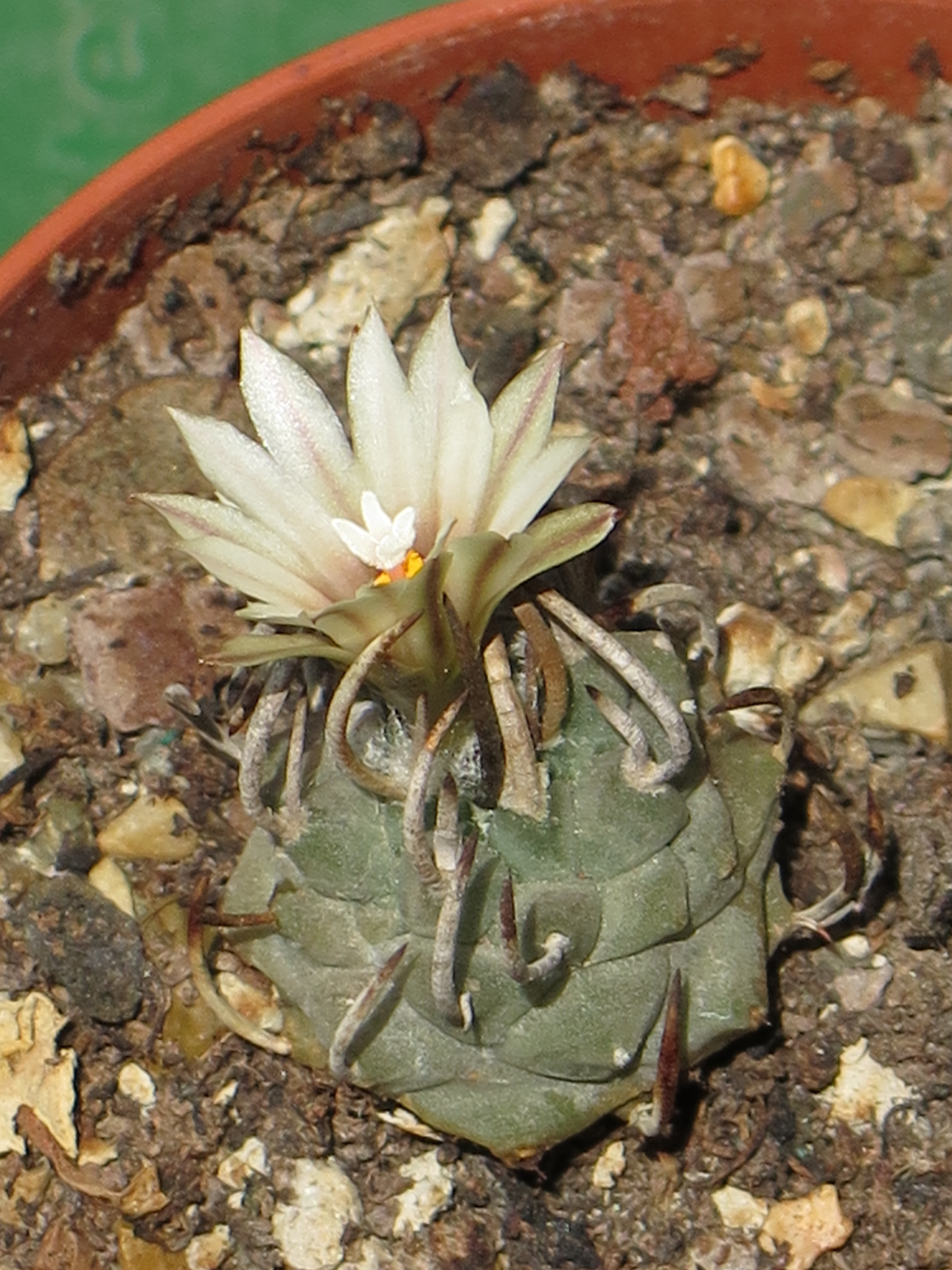
Turbinicarpus schmiedickeanus subsp. schwarzii

- Turbinicarpus alonsoi
- Turbinicarpus andersonii
- Turbinicarpus beguinii
- Turbinicarpus bonatzii
- Turbinicarpus booleanus
- Turbinicarpus gielsdorfianus
- Turbinicarpus hoferi
- Turbinicarpus horripilus
- Turbinicarpus jauernigii
- Turbinicarpus knuthianus
- Turbinicarpus laui
- Turbinicarpus lophophoroides
- Turbinicarpus mandragora
- Turbinicarpus mombergeri
- Turbinicarpus nieblae
- Turbinicarpus pseudomacrochele
- Turbinicarpus pseudopectinatus
- Turbinicarpus rioverdensis
- Turbinicarpus roseiflorus
- Turbinicarpus saueri
- Turbinicarpus schmiedickeanus
- Turbinicarpus subterraneus
- Turbinicarpus swobodae
- Turbinicarpus valdezianus
- Turbinicarpus viereckii
- Turbinicarpus ysabelae
- Turbinicarpus zaragozae